# Beggingen
Beggingen – miejscowość i gmina w północnej Szwajcarii, w kantonie Szafuza. 

## Historia
24 maja 1962 uczeń znalazł tutaj kości ichtiozaura o średnicy 12 cm.

## Demografia
W Beggingen mieszka 476 osób. W 2021 roku 6,7% populacji gminy stanowiły osoby urodzone poza Szwajcarią. 